# Luxemburgo en los Juegos Paralímpicos de Arnhem 1980
Luxemburgo estuvo representado en los Juegos Paralímpicos de Arnhem 1980 por nueve deportistas, ocho hombres y una mujer.

## Medallistas
El equipo paralímpico luxemburgués obtuvo las siguientes medallas:
| Nombre       | Deporte   | Evento             |
| ------------ | --------- | ------------------ |
| Oro          |           |                    |
| —            |           |                    |
| Plata        |           |                    |
| —            |           |                    |
| Bronce       |           |                    |
| Marco Schmit | Atletismo | 100 m E1 masculino |